# Mohamed Betti
Mohamed (Mo) Betti (Amsterdam, 19 maart 1997) is een Nederlands voetballer die bij voorkeur als verdediger speelt. 

## Clubcarrière
Betti begon met voetballen bij het Amsterdamse DWS. In 2013 maakte hij de overstap naar de jeugdopleiding van FC Volendam. In het seizoen 2016/17 stroomde hij door naar Jong FC Volendam, uitkomend in de Derde divisie. Op donderdag 20 oktober 2016, een dag voor de competitiewedstrijd van FC Volendam tegen Jong Ajax, werd bekend dat Betti in de basis zou starten als vervanger van de geblesseerde Ties Evers. Een dag later maakte de rechtsachter zijn debuut in het betaalde voetbal. Op 19 december 2016 tekende Betti zijn eerste profcontract tot medio 2019 bij de club. Betti wist hierna Evers uit de basis te spelen en kwam in zijn eerste seizoen tot 22 optredens in de Eerste divisie.
Betti zou uiteindelijk tot 2021 spelen voor de Volendammers. Aan het einde van het seizoen 2020/21 werd zijn aflopende contract niet verlengt. Hij kwam tot 96 wedstrijden. Hierin wist hij niet te scoren. Wel scoorde hij eenmaal voor Jong Volendam. Nadien liep Betti zonder succes stage bij ADO Den Haag en Telstar, waarop hij in maart 2022 bij Tweededivisionist AFC aansloot. Medio 2023 vertrok hij bij de club.

## Statistieken in het betaalde voetbal

### Beloften
| Seizoen | Club             |                    | Competitie     | Competitie | Competitie |
| Seizoen | Club             | Wed.               | Competitie     | Dlp.       |            |
| ------- | ---------------- | ------------------ | -------------- | ---------- | ---------- |
| 2016/17 | Jong FC Volendam | Vlag van Nederland | Derde divisie  | 8          | 0          |
| 2017/18 | Jong FC Volendam | Vlag van Nederland | Derde divisie  | 16         | 1          |
| 2018/19 | Jong FC Volendam | Vlag van Nederland | Derde divisie  | 3          | 0          |
| 2019/20 | Jong FC Volendam | Vlag van Nederland | Tweede divisie | 4          | 0          |
| Totaal  | Totaal           | Totaal             | Totaal         | 31         | 1          |

Bijgewerkt t/m 1 juli 2021

### Senioren
| Seizoen     | Club        |                    | Competitie     | Competitie | Competitie | Beker | Beker | Overig | Overig | Totaal | Totaal |
| Seizoen     | Club        | Wed.               | Competitie     | Dlp.       | Wed.       | Dlp.  | Wed.  | Dlp.   | Wed.   | Dlp.   |        |
| ----------- | ----------- | ------------------ | -------------- | ---------- | ---------- | ----- | ----- | ------ | ------ | ------ | ------ |
| 2016/17     | FC Volendam | Vlag van Nederland | Eerste divisie | 22         | 0          | 3     | 0     | 2      | 0      | 27     | 0      |
| 2017/18     | FC Volendam | Vlag van Nederland | Eerste divisie | 9          | 0          | 1     | 0     | 0      | 0      | 10     | 0      |
| 2018/19     | FC Volendam | Vlag van Nederland | Eerste divisie | 29         | 0          | 1     | 0     | 0      | 0      | 30     | 0      |
| 2019/20     | FC Volendam | Vlag van Nederland | Eerste divisie | 11         | 0          | 1     | 0     | 0      | 0      | 12     | 0      |
| 2020/21     | FC Volendam | Vlag van Nederland | Eerste divisie | 17         | 0          | 0     | 0     | 0      | 0      | 17     | 0      |
| Club totaal | Club totaal | Club totaal        | Club totaal    | 88         | 0          | 6     | 0     | 2      | 0      | 96     | 0      |

 Bijgewerkt t/m 1 juli 2021

## Erelijst
| Derde divisie Zondag | 1 | 2018/19 |